# Гродзиск-Мазовецкий (станция)
Гродзиск-Мазовецкий (пол. Grodzisk Mazowiecki) — узловая железнодорожная станция в городе Гродзиск-Мазовецкий в Мазовецком воеводстве Польши. Имеет 2 платформы и 3 пути. 
Станция 3 класса построена на линии Варшаво-Венской железной дороги и открыта 2 (14) июня 1845 года , когда эта территория была в составе Царства Польского.В 1868 году станции присвоен 2 класс..В 1889 году у станции 4 кл.
В 1896 году от станции был проложен подъездной путь к заводу и мельнице Геберле, длиной 0,087 вёрст.
В 1899 году пп к фабрике мануфактуре О-ва Гемпеля,Вдова и Сыновья, длиной 0,078 вёрст.
Теперь станция обслуживает переезды на линиях: 
- Варшава-Центральная — Катовице,
- Варшава-Средместье — Гродзиск-Мазовецкий,
- Гродзиск-Мазовецкий — Заверце (Центральная железнодорожная магистраль).